# Santuario di Nostra Signora di Cabo Espichel
Il Santuario di Nostra Signora di Cabo Espichel, inserito nel parco naturale di Arrábida, noto anche come Santuario di Nostra Signora di Pedra da Mua, si trova a Cabo Espichel, nella freguesia di Castelo, comune di Sesimbra, distretto di Setúbal.

## Storia

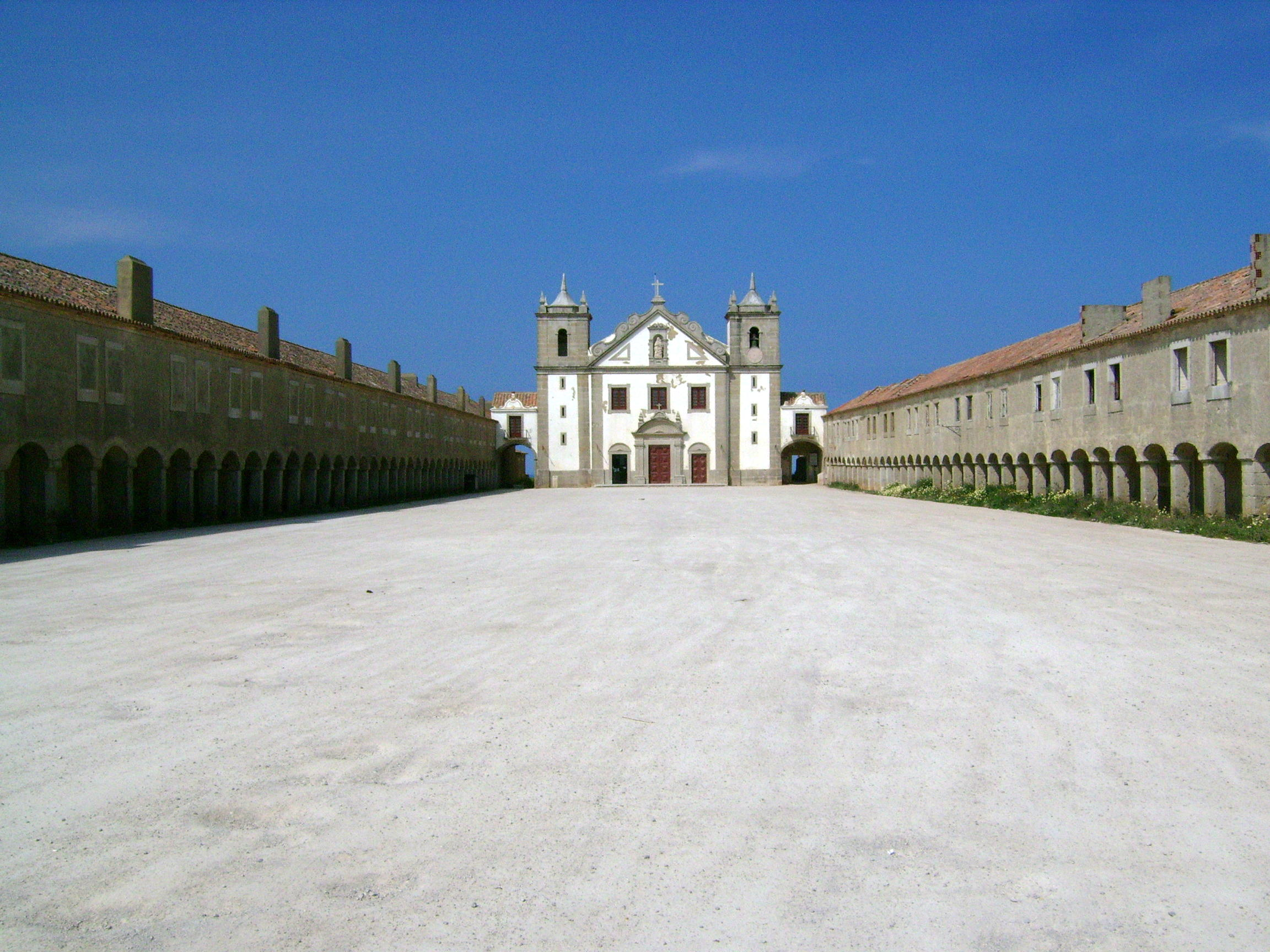
Il santuario in fondo alla spianata

Più di 600 anni fa, a metà del XIV secolo, fu costruita una cappella per conservare un'immagine della Vergine, venerata a lungo sulla roccia dove fu trovata. Intorno ad essa si svilupparono case modeste per accogliere i pellegrini che venivano da lontano, dando poi origine, nel 1715, alla costruzione di locande con case e negozi, noti anche come Casa dos Círios.
Al Santuario, fin dal Medioevo, giunsero numerosi gruppi di pellegrini, organizzati in pellegrinaggi collettivi.

## Complesso architettonico

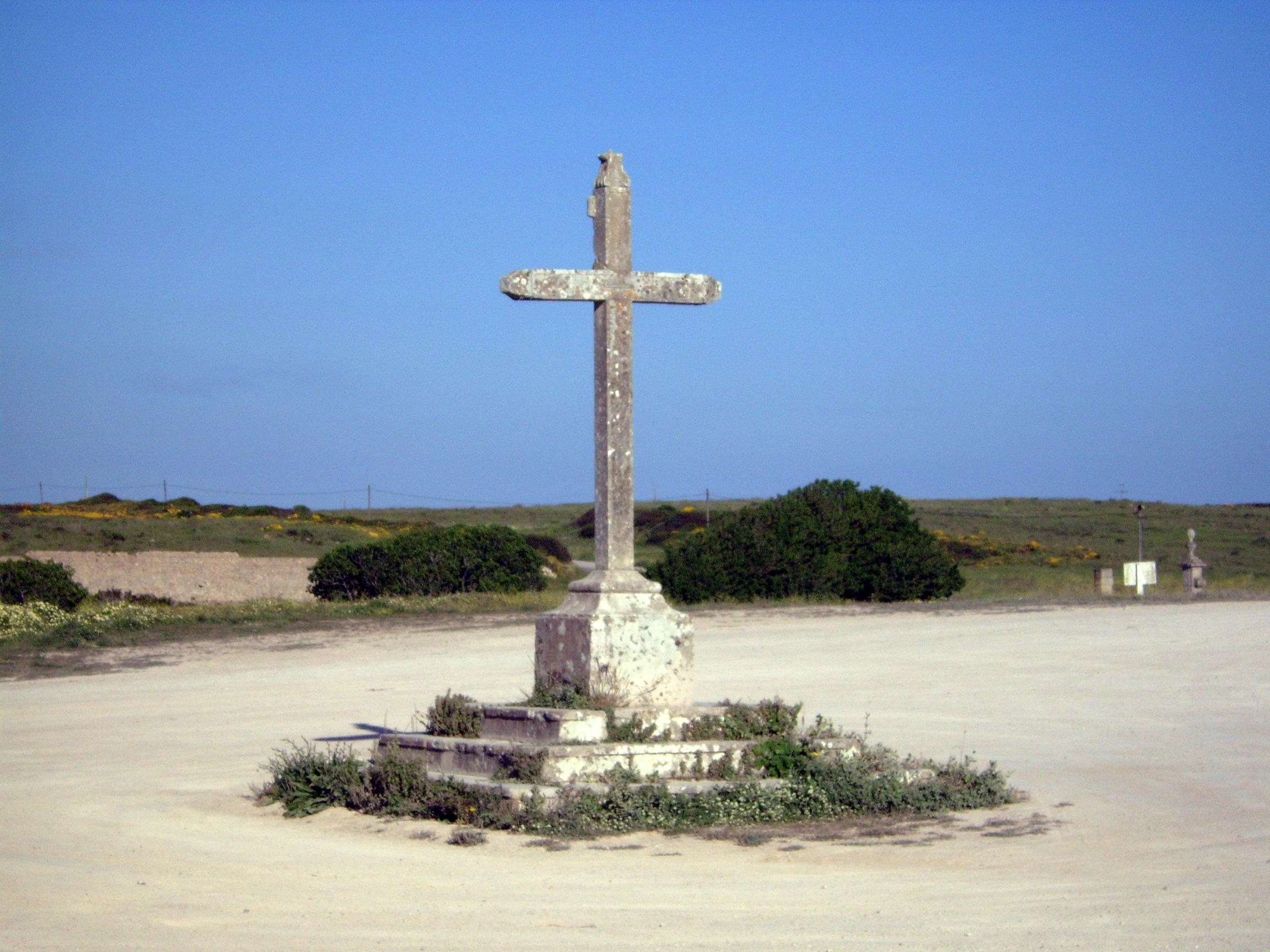
Croce - Cabo Espichel - Sesimbra

La costruzione ebbe inizio nel 1701 e la chiesa venne consacrata nel 1707, costruita con l'abside rivolta verso il mare. L'interno della chiesa è decorato con marmi policromi e un soffitto dipinto in architettura prospettica, progettato da Lourenço da Cunha (1740). All'interno della chiesa si trova un organo del fine del XVIII secolo, realizzato dall'organaro Joaquim António Peres Fontanes.
Su ogni lato della chiesa c'è una fila di alloggi per pellegrini, chiamati Casa dos Círios o semplicemente pensioni, che formano la spianata o  campo.
Accanto alla chiesa si trova l'eremitaggio della memoria, un tempietto situato sulla scarpata del promontorio, con pannelli di piastrelle blu e bianche, del XVIII secolo. All'esterno ci sono due file di piastrelle, molto degradate.
Fuori dallo spazio del Santuario di Nossa Senhora, ma ancora all'interno del complesso, ci sono la Casa da Água e l' Aqueduto do Cabo Espichel, edifici molto importanti per il Santuario perché vi hanno portato l'acqua potabile.